# 根岸錬次郎
根岸 錬次郎（ねぎし れんじろう、1856年8月17日（安政3年7月17日） - 没年不詳）は、明治時代の事業家。

## 略歴
1856年、東京府士族根岸勝平の次男として生誕。1880年に家督を相続。東京帝国大学予備門卒業。
千代田鋳工、東京缶詰、東神火災保険、日仏シトロエン自動車で社長、日本商船基隆支店助役、日本郵船ロンドン支店助役などを経て、日本郵船、揖斐川電気の重役。
1918年（大正7年）に東京動産火災保険の発起人・社長となる（翌年には反町茂作が社長に就任）。

## 家族
- 父：勝平
- 姉：実乃
- 妻：てる
  - 長男：英介
  - 次男：良介